# Украјина на Светском првенству у атлетици на отвореном 2023.
Украјина је на 19. Светском првенству у атлетици на отвореном 2023. одржаном у Будимпешти од 19. до 27. августа учествовала шеснаести пут, односно, учествовала је под данашњим именом на свим првенствима од 1993. до данас. Репрезентацију Украјине представљала су 29 такмичарa (11 мушкарца и 18 жена) који су се такмичили у 18 дисциплина (8 мушких и 10 женских).,
На овом првенству Украјина је заузела 14. место по броју освојених медаља са 2 медаље (1 златна и 1 сребрна). У табели успешности према броју и пласману такмичара који су учествовали у финалним такмичењима (првих 8 такмичара) Украјина је са 6 учесника у финалу делила 19. место са 23 бода.
| Плас. | Земља    | 1. место | 2. место | 3. место | 4. место | 5. место | 6. место | 7. место | 8. место | Бр. финал. | Бод. |
| ----- | -------- | -------- | -------- | -------- | -------- | -------- | -------- | -------- | -------- | ---------- | ---- |
| =19.  | Украјина | 1        | 1        | 0        | 0        | 2        | 0        | 0        | 0        | 4          | 23   |

## Учесници
| Мушкарци: - Александар Похорилко — 400 м - Serhii Svitlychnyi — 20 км ходање - Игор Главан — 35 км ходање - Иван Банзерук — 35 км ходање - Андриј Проценко — Скок увис - Олег Дорошчук — Скок увис - Дмитро Никитин — Скок увис - Владислав Маликин — Скок мотком - Роман Кокошко — Бацање кугле - Михаило Кохан — Бацање кладива - Артур Фелфнер — Бацање копља | Жене: - Катерина Карпјук — 400 м - Наталија Крол — 800 м - Олга Љахова — 800 м - Ана Рижикова — 400 м препоне - Викторија Ткачук — 400 м препоне - Наталија Стребкова — 3.000 м препреке - Олена Собчук — 20 км ходање - Људмила Ољановска — 20 км ходање - Хана Шевчук — 20 км ходање - Василина Сидорчук — 35 км ходање - Алина Цвили — 35 км ходање - Јарослава Махучих — Скок увис - Ирина Герашченко — Скок увис - Јулија Левченко — Скок увис - Јулија Чумаченко — Скок увис - Марина Бех-Романчук — Скок удаљ, Троскок - Марија Синеј — Троскок - Ирина Климетс — Бацање кладива |  |

## Освајачи медаља (2)

### Злато (1)
- Јарослава Махучих — скок увис

### Сребро (1)
- Марина Бех-Романчук — Троскок

## Резултати

### Мушкарци
| Атлетичар            | Дисциплина     | Лични рекорд | Квалификације     | Квалификације     | Полуфинале            | Полуфинале           | Финале               | Финале       | Детаљи |
| Атлетичар            | Дисциплина     | Лични рекорд | Резултат          | Место             | Резултат              | Место                | Резултат             | Место        | Детаљи |
| -------------------- | -------------- | ------------ | ----------------- | ----------------- | --------------------- | -------------------- | -------------------- | ------------ | ------ |
| Александар Похорилко | 400 м          | 45,31        | 45,37             | 5. у гр. 3        | Није се квалификовао  | Није се квалификовао | Није се квалификовао | 27 / 41 (45) |        |
| Serhii Svitlychnyi   | 20 км ходање   | 1:21:36      |                   |                   |                       |                      | 1:22:28 ЛРС          | 28 / 36 (41) |        |
| Игор Главан          | 35 км ходање   | 2:31:40      | 2:45:18           | 33 / 33 (49)      |                       |                      |                      |              |        |
| Иван Банзерук        | 35 км ходање   | 2:30:58      | Није завршио трку | Није завршио трку |                       |                      |                      |              |        |
| Андриј Проценко      | Скок увис      | 2,40         | 2,28 кв           | 2. у гр. Б        |                       |                      | 2,25                 | 11 / 35 (36) |        |
| Олег Дорошчук        | Скок увис      | 2,28         | 2,28 кв, =ЛР      | 4. у гр. А        | 2,20                  | 13 / 35 (36)         |                      |              |        |
| Дмитро Никитин       | Скок увис      | 2,28         | 2,18              | 13. у гр. А       | Нису се квалификовали | 28 / 35 (36)         |                      |              |        |
| Владислав Маликин    | Скок мотком    | 5,71         | 5,35              | 11. у гр. Б       | Нису се квалификовали | 26 / 29 (34)         |                      |              |        |
| Роман Кокошко        | Бацање кугле   | 21,84        | 19,17             | 17. у гр. А       | Нису се квалификовали | 29 / 35 (37)         |                      |              |        |
| Михаило Кохан        | Бацање кладива | 80,78        | 78,47 КВ          | 1. у гр. Б        | 79,59                 | 5 / 33 (35)          |                      |              |        |
| Артур Фелфнер        | Бацање копља   | 84,32        | 73,94             | 17. у гр. Б       | Није се квалификовао  | 32 / 34 (37)         |                      |              |        |

### Жене
| Атлетичарка         | Дисциплина     | Лични рекорд | Квалификације      | Квалификације      | Полуфинале            | Полуфинале            | Финале                | Финале       | Детаљи |
| Атлетичарка         | Дисциплина     | Лични рекорд | Резултат           | Место              | Резултат              | Место                 | Резултат              | Место        | Детаљи |
| ------------------- | -------------- | ------------ | ------------------ | ------------------ | --------------------- | --------------------- | --------------------- | ------------ | ------ |
| Катерина Карпјук    | 400 м          | 51,84        | 52,66(.658)        | 8. у гр. 1         | Нису се квалификовале | Нису се квалификовале | Нису се квалификовале | 39 / 45      |        |
| Наталија Крол       | 800 м          | 1:58,60      | 2:01,62(.611)      | 7. у гр. 7         | Нису се квалификовале | Нису се квалификовале | Нису се квалификовале | 44 / 56      |        |
| Олга Љахова         | 800 м          | 1:58,64      | 2:03,11            | 5. у гр. 3         | Нису се квалификовале | Нису се квалификовале | Нису се квалификовале | 49 / 56      |        |
| Ана Рижикова        | 400 м препоне  | 52,96 НР     | 54,70 КВ           | 3. у гр. 5         | 54,42 ЛРС             | 4. у гр. 2            | Нису се квалификовале | 10 / 41      |        |
| Викторија Ткачук    | 400 м препоне  | 53,76        | 55,05 КВ           | 2. у гр. 4         | 55,43(.427)           | 7. у гр. 1            | Нису се квалификовале | 19 / 41      |        |
| Олена Собчук        | 20 км ходање   | 1:29:12      |                    |                    |                       |                       | 1:28:50 ЛР            | 10 / 40 (48) |        |
| Људмила Ољановска   | 20 км ходање   | 1:27:09      | 1:29:36 ЛРС        | 11 / 40 (48)       |                       |                       |                       |              |        |
| Хана Шевчук         | 20 км ходање   | 1:29:09      | 1:31:44 ЛРС        | 19 / 40 (48)       |                       |                       |                       |              |        |
| Василина Сидорчук   | 35 км ходање   | 2:51:59      | 2:57:24            | 20 / 36 (47)       |                       |                       |                       |              |        |
| Алина Цвили         | 35 км ходање   | 2:55:39      | 3:09:23            | 34 / 36 (47)       |                       |                       |                       |              |        |
| Јарослава Махучик   | Скок увис      | 2,06         | 1,92 кв            | 1. у гр. А         |                       |                       | 2,01                  |              |        |
| Ирина Герашченко    | Скок увис      | 2,00         | 1,89 кв            | 3. у гр. Б         | 1,94                  | 5 / 34 (35)           |                       |              |        |
| Јулија Левченко     | Скок увис      | 2,02         | 1,89               | 9. у гр. А         | Нису се квалификовале | 17 / 34 (35)          |                       |              |        |
| Јулија Чумаченко    | Скок увис      | 1,94         | 1,85               | 13. у гр. Б        | Нису се квалификовале | 23 / 34 (35)          |                       |              |        |
| Марина Бех-Романчук | Скок удаљ      | 6,96         | Без исправог скока | Без исправог скока | Није се квалификовала | Није се квалификовала |                       |              |        |
| Марина Бех-Романчук | Троскок        | 15,02        | 14,55 КВ           | 2. у гр. А         | 15,00                 |                       |                       |              |        |
| Марија Синеј        | Троскок        | 14,12        | 13,38              | 15. у гр. Б        | Нису се квалификовале | 32 / 36               |                       |              |        |
| Ирина Климетс       | Бацање кладива | 73,56        | 66,87              | 16. у гр. Б        | Нису се квалификовале | 31 / 35 (36)          |                       |              |        |